# Rasova
Rasova é uma comuna romena localizada no distrito de Constanţa, na região de Dobruja. A comuna possui uma área de 110.87 km² e sua população era de 3910 habitantes segundo o censo de 2007.